# هاري شيفر
هاري شيفر (بالإنجليزية: Harry Schafer)‏ هو لاعب كرة قاعدة أمريكي، ولد في 14 أغسطس 1846 في فيلادلفيا في الولايات المتحدة، وتوفي بنفس المكان في 28 فبراير 1935.

## وصلات خارجية
- هاري شيفر على موقع دوري كرة القاعدة الرئيسي (الإنجليزية)
- هاري شيفر على موقعبيزبول رفرنس.كوم (الدوري الرئيسي) (الإنجليزية)
- هاري شيفر على موقعبيزبول رفرنس.كوم (الدوري الثانوي) (الإنجليزية)
- هاري شيفر على موقع جمعية أبحاث البيسبول الأمريكية (الإنجليزية)